# Scie circulaire

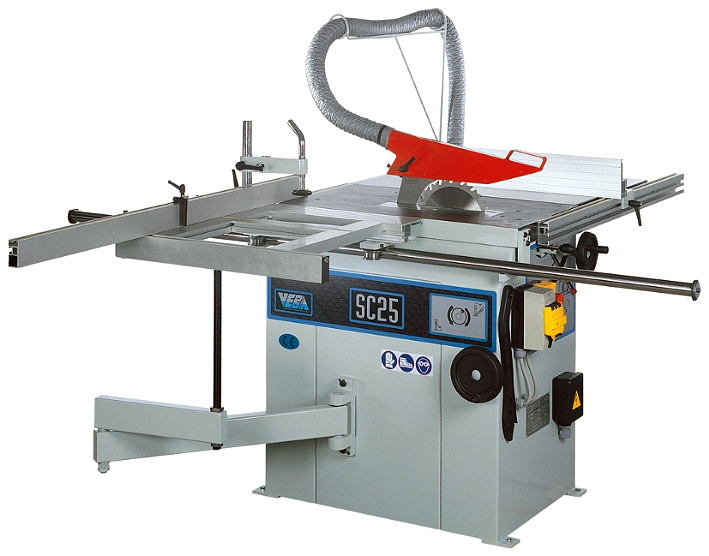
Scie circulaire moderne.

Une scie circulaire est un outil de découpe équipé d'un disque (ou lame) denté, actionné par une machine. Une scie circulaire peut être soit stationnaire (fixe) soit portative.

## Historique
L'Américaine Tabitha Babbitt a créé une scie circulaire en 1813 et est parfois créditée de son invention. Samuel Miller, de Southampton, dépose un brevet pour une telle scie en 1777 mais le brevet protège plutôt le système qui mécanise et automatise le mouvement de la pièce à couper plutôt que la scie circulaire elle-même dont le principe était déjà connu {{https://www.datamp.org/patents/displayPatent.php?pn=177701152&id=57322}}
La fabrication au début des années 1830 du poïkilorgue et du piano-poikilorgue est accélérée par une autre invention d'Aristide Cavaillé-Coll, l'adaptation d'une scie circulaire à cet usage, deux fois primée, le 7 mars 1833 par l'Académie des sciences, inscriptions et belles-lettres de Toulouse puis par une mention spéciale de la Société d'encouragement pour l'industrie nationale.
À l'origine, les premières scies circulaires, actionnées par l’eau, ne coupaient que le bois, même si celle de Cavaillé-Coll servait aussi à couper les bandes d'étain pour confectionner les tuyaux d'orgue. Maintenant, elles peuvent aussi découper d'autres matières en changeant de type de lame.

## Scies stationnaires

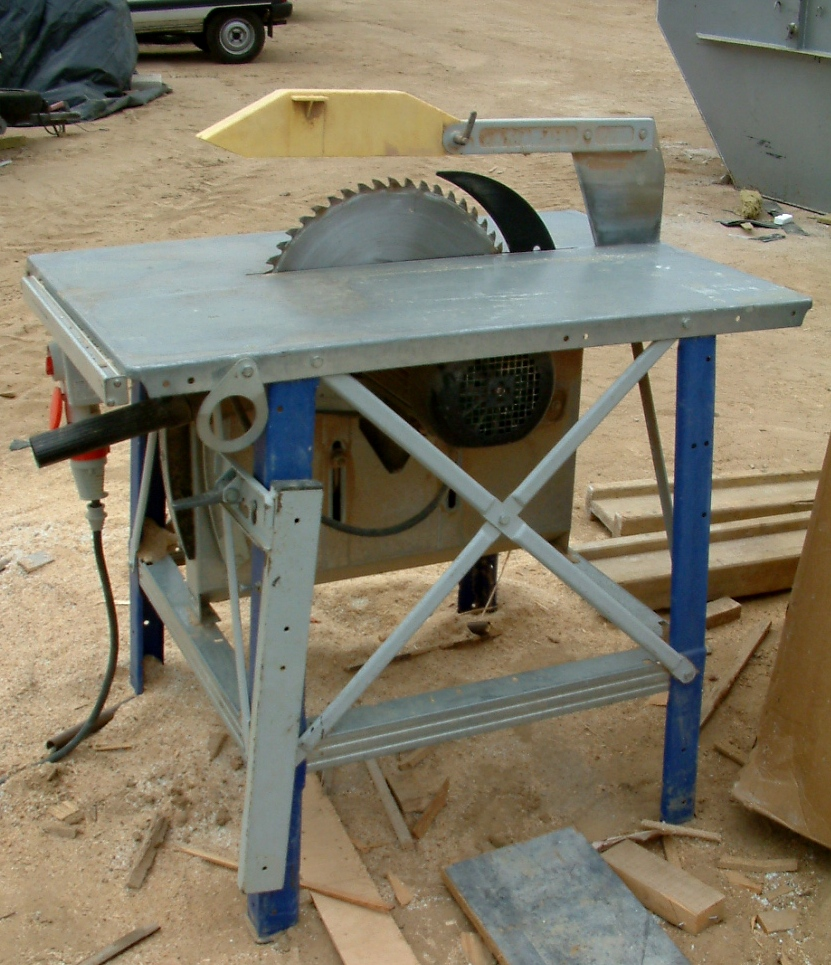
Scie circulaire stationnaire.

Dans une scie circulaire stationnaire (ou scie à format), la lame est encastrée dans une table et passe à travers une fente prévue à cet effet. Un mécanisme est prévu pour régler la hauteur de la lame qui dépasse au-dessus du plan de travail, ainsi que son inclinaison pour permettre des coupes de biais (entre 0° et 45°). Ce type de scie possède généralement un guide parallèle à la lame et un guide coulissant perpendiculaire à la lame, ce qui permet d'effectuer des coupes droites longitudinales et transversales en maintenant la pièce à découper dans la position désirée lors de la découpe. C'est la pièce à couper qui vient à la rencontre de l'outil.
La scie circulaire stationnaire permet de faire des coupes régulières et très précises. Il existe plusieurs types de lames se différenciant par leur diamètre ou leur nombre de dents, adaptées à des opérations de coupes spécifiques sur le bois. La lame à débiter ou à tronçonner sert à couper en travers des fibres et possède généralement une quarantaine de dents pour garantir une coupe de qualité, pratiquement sans éclats de bois. Le bois offrant moins de résistance à la coupe longitudinale, la lame à refendre est utilisée pour couper dans le sens des fibres et possède 16 ou 18 dents, suffisantes pour une bonne finition. Les lames combinées pour les opérations mixtes de débit et de délignage comportent environ 24 dents et dispensent l'opérateur de changer de lame en fonction de l'opération.
Dans la catégorie des scies stationnaires, on retrouve les scies à panneaux et les scies radiales.

## Scies portatives

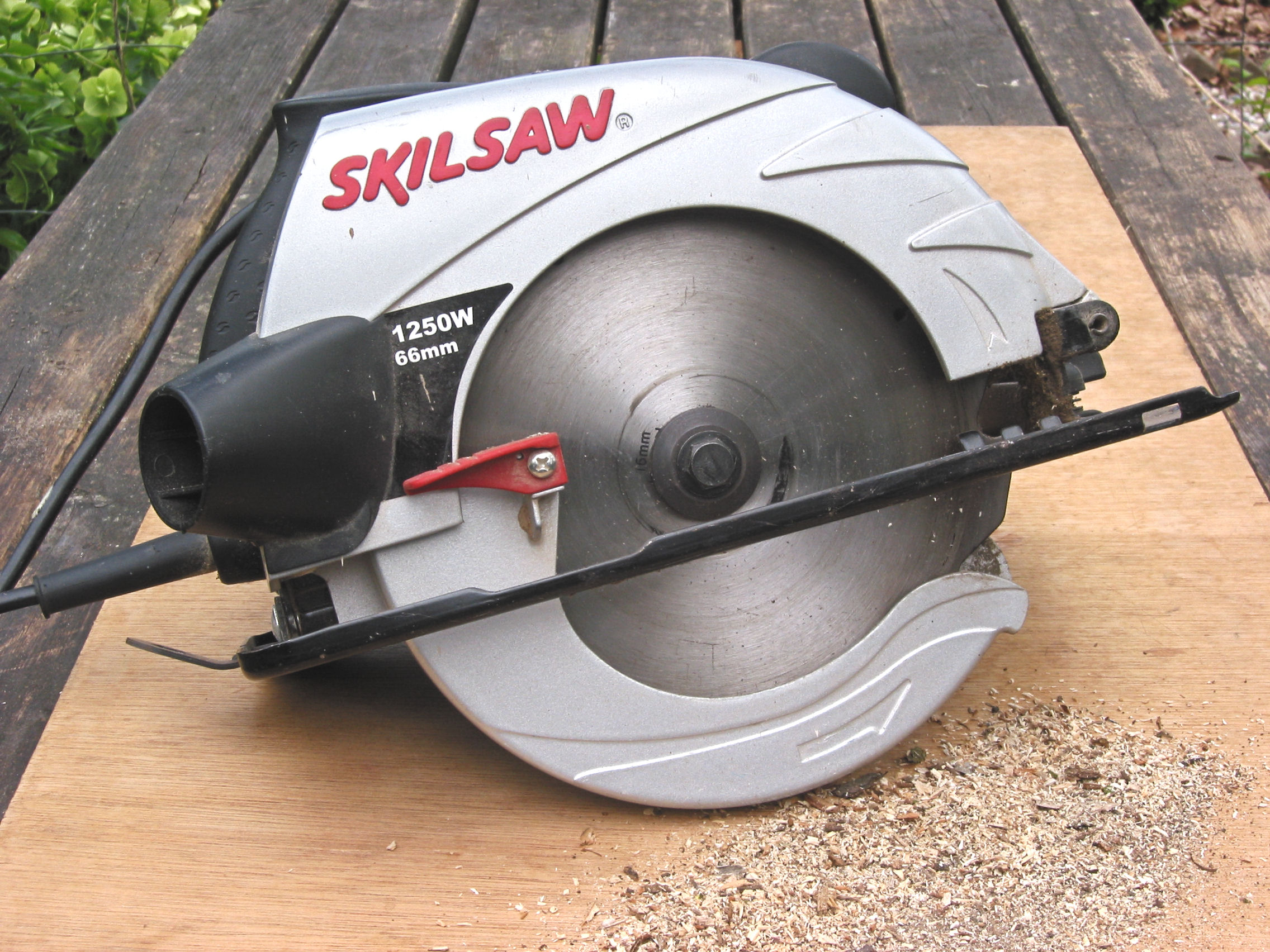
Scie circulaire portative.

Il s'agit d'un outil portatif très maniable : contrairement aux scies fixes, la scie portative est amenée vers l'objet à découper (et non l'inverse). Elle possède une surface d'appui à travers  laquelle passe la lame, et un guide permettant de faire des découpes relativement précises. La lame est en général directement fixée sur l'axe du moteur.

## Scies plongeantes
Les scies plongeantes sont des scies portatives particulières ou le moteur et la lame sont montés sur système permettant de cacher la lame dans un carter en dehors du temps d'utilisation de la machine. Un ressort agit de manière à faire remonter la lame et il est nécessaire d’appuyer sur la poignée pour effectuer une découpe. En plus d'une sécurité accrue, ce dispositif, accompagné d'un rail de guidage, permet des découpes de meilleure précision et de faire des coupes en plein panneau. De plus, la profondeur de coupe peut être finement réglée à l'aide d'une butée réglable.

## Scie à froid
Les scies à froid sont des scies circulaires utilisées pour les découpes de métaux.

## Sécurité des machines et prévention des risques professionnels
Les scies circulaires sont des machines. Elles peuvent, si aucune mesure de prévention n'est prise, présenter des risques pour les opérateurs et tierces personnes amenés à les côtoyer. Dans l’Union Européenne, d’un point de vue réglementaire, leur conception et leur utilisation doivent être conformes, entre autres :
- à la directive "Machines" 2006/42/CE d'un point de vue conception
- à la directive 2009/104/CE qui s’adresse aux utilisateurs de machines

### Conception des machines destinées au marché européen
Conformément aux dispositions de la Directive Machines 2006/42/CE, les fabricants doivent réduire les risques dès la conception et respecter les Exigences Essentielles de Santé et de Sécurité listées dans son Annexe I.
Pour les aider dans leur démarche, les fabricants pourront s'appuyer sur la norme ISO 12100:2010 "Sécurité des machines — Principes généraux de conception — Appréciation du risque et réduction du risque" qui décrit les principes généraux de conception des machines, ainsi que sur les brochures INRS relatives à la prévention des risques mécaniques et à la conception des systèmes de commande.

### Utilisation des machines sur le territoire européen
Afin de préserver la santé et la sécurité des travailleurs, l’employeur doit s’assurer que les machines sont sûres et conformes et que leur utilisation n’expose pas les salariés à des risques, et ceci dans toutes leurs phases de vie.
A cet effet, il doit réaliser l’évaluation des risques liés à la machine dont les résultats seront transcrits dans le Document unique d’évaluation des risques.
De plus, l’employeur a l’obligation de maintenir la machine en état de conformité (article 4.2 de la directive européenne 2009/104/CE).
Il peut s’appuyer sur les brochures INRS relatives aux déligneuses à lame multiples ou au choix d'une scie circulaire.